# Sidekick
«Са́йдкик» (англ. Sidekick [ˈsaɪdkɪk]; букв. «удар сбоку», в перен. смысле «приятель») — американский опытный переносной противотанковый ракетный комплекс, разработанный в нескольких вариантах реализации (три известны на сегодняшний день), во втором из них предлагавшийся в качестве захода компании «Макдоннелл эйркрафт» в конкурс по программе разработки тяжёлого ПТРК TOW. Разработка велась в 1961—1962 гг. Уступил победу в конкурсе образцу от компании «Хьюз эйркрафт». Послужил основой для другого проекта «Макдоннелл» — переносного ПТРК MAW, из которого впоследствии вырос ПТРК «Дракон», применяющийся армиями различных стран мира по сей день.

## История
Собственно, словесное название «Сайдкик» было зарезервировано «Макдоннелл» за уже существующим комплексом, иначе называемым «Брэт» (BRAT), разрабатывавшимся с лета 1959 года, но в дальнейшем, в ходе конкурсного отбора, проигрыша и последовавших судебных тяжб о нарушении патентных прав, это название закрепилось за второй моделью, которая исходно получила название «Сайдкик-2» и заводской индекс изготовителя «модель 146-Б» (Model 146B). Несмотря на то, что первая модель комплекса имела аналогичное словесное название и индекс «модель 146-А», между двумя указанными образцами вооружения, кроме одинакового названия и индексов было только одно сходство, а именно категория мобильности — они оба были станковыми. Проработка комплекса началась в сентябре 1961 года. В это время в верхах дали «зелёный свет» замене безоткатных орудий и базук управляемыми ракетами собственной разработки и был дан старт программе создания ПТРК с оптическим наведением по проводам (TOW) и 17 октября 1961 года был объявлен конкурс среди сорока крупнейших авиа- и ракетостроительных компаний страны, на который откликнулось восемнадцать из приглашённых к участию. 15 декабря независимым жюри было отобрано три наиболее проработанных в техническом плане проекта, в числе которых был и «Сайдкик», переименованный в «Тоу-Сайдкик» (Tow Sidekick). Параллельно с частными подрядчиками начались работы по заданной тематике в казённых конструкторских бюро. Таким образом, за постановку на вооружение боролись четыре опытных прототипа — от компаний «Мартин-Мариэтта», «Макдоннел» и «Хьюз», а также от Лаборатории взрывчатых материалов им. Гарри Даймонда (казённого учреждения). 10 января 1962 года с каждой из указанных компаний был заключен контракт на сумму $500 тыс., впоследствии доведённую до $700 тыс., согласно требованиям которого на совместные испытания требовалось предоставить опытный прототип комплекса и минимум четыре ракеты к нему. Контракты были сроком на полгода, испытания назначались к проведению на Абердинском испытательном полигоне в июле того же года. В финал, к совместным испытаниям, стартовавшим 10 июля поспели только образцы частных подрядчиков, казённый прототип ещё находился в стадии создания. Образцы «Мартин-Мариэтта» и «Хьюз» имели пусковые устройства с гладкоствольными пусковыми трубами и вектором тяги двигателей противоположным направлению полёта (не дошедший до испытаний казённый прототип ракеты имел двигатель сходный с образцом «Макдоннелл», но наводился по командной радиолинии управления). От подрядчиков требовалось предоставить по одному комплексу с ракетами к нему, команду технических специалистов для сборки и отладки комплекса на позиции, а также устранения неполадок в случае их возникновения, и провести инструктаж военнослужащих-испытателей, после чего устраниться и не вмешиваться в ход испытаний. Все указанные образцы должны были обеспечить эффективную дальность стрельбы не менее двух километров. Армейские испытания продлились десять дней и завершились 20 июля. Ни один из представленных на испытания прототипов не удовлетворил требованиям тактико-технического задания в том или ином аспекте. Кроме того, весьма существенно отличались огневые качества трёх прототипов. По свидетельству лично присутствовавшего во время испытаний прикомандированного офицера от Управления начальника вооружения Армии США подполковника Роя Рэйли только ракеты «Хьюз», которые были наиболее примитивными по своему устройству, поражали мишени точно посередине, ракеты двух других претендентов падали на стрельбище не долетая до мишеней. Предпочтение, отчасти по результатам стрельб, отчасти по кулуарным соображениям (с применением административных рычагов влияния) было отдано образцу «Хьюз», с которой и был заключен контракт на доводку её изделия до предъявленных армией требований, а «Мартин-Мариэтта» и «Макдоннел» остались в офсайде.
|             |             |             |             |             |             |  |  |                     |                     |                     |                     |                     |                     |  |  | HAW (1964) | HAW (1964) | HAW (1964) | HAW (1964) | HAW (1964) | HAW (1964) |  |  |               |               |               |               |                     |               |               |  | AHAMS (1978)     | AHAMS (1978)     | AHAMS (1978)     | AHAMS (1978)     | AHAMS (1978)     | AHAMS (1978)     |  |  |                   |                   |                   |                   |                   |                   |
|             |             |             |             |             |             |  |  |                     |                     |                     |                     |                     |                     |  |  | HAW (1964) | HAW (1964) | HAW (1964) | HAW (1964) | HAW (1964) | HAW (1964) |  |  |               |               |               |               |                     |               |               |  | AHAMS (1978)     | AHAMS (1978)     | AHAMS (1978)     | AHAMS (1978)     | AHAMS (1978)     | AHAMS (1978)     |  |  |                   |                   |                   |                   |                   |                   |
| BRAT (1959) | BRAT (1959) | BRAT (1959) | BRAT (1959) | BRAT (1959) | BRAT (1959) |  |  | Tow Sidekick (1961) | Tow Sidekick (1961) | Tow Sidekick (1961) | Tow Sidekick (1961) | Tow Sidekick (1961) | Tow Sidekick (1961) |  |  | MAW (1964) | MAW (1964) | MAW (1964) | MAW (1964) | MAW (1964) | MAW (1964) |  |  | Dragon (1967) | Dragon (1967) | Dragon (1967) | Dragon (1967) | Dragon (1967)       | Dragon (1967) |               |  | Dragon II (1980) | Dragon II (1980) | Dragon II (1980) | Dragon II (1980) | Dragon II (1980) | Dragon II (1980) |  |  | Dragon III (1989) | Dragon III (1989) | Dragon III (1989) | Dragon III (1989) | Dragon III (1989) | Dragon III (1989) |
| BRAT (1959) | BRAT (1959) | BRAT (1959) | BRAT (1959) | BRAT (1959) | BRAT (1959) |  |  | Tow Sidekick (1961) | Tow Sidekick (1961) | Tow Sidekick (1961) | Tow Sidekick (1961) | Tow Sidekick (1961) | Tow Sidekick (1961) |  |  | MAW (1964) | MAW (1964) | MAW (1964) | MAW (1964) | MAW (1964) | MAW (1964) |  |  | Dragon (1967) | Dragon (1967) | Dragon (1967) | Dragon (1967) | Dragon (1967)       | Dragon (1967) |               |  | Dragon II (1980) | Dragon II (1980) | Dragon II (1980) | Dragon II (1980) | Dragon II (1980) | Dragon II (1980) |  |  | Dragon III (1989) | Dragon III (1989) | Dragon III (1989) | Dragon III (1989) | Dragon III (1989) | Dragon III (1989) |
|             |             |             |             |             |             |  |  |                     |                     |                     |                     |                     |                     |  |  |            |            |            |            |            |            |  |  |               |               |               |               | Tank Breaker (1978) |               |               |  |                  |                  |                  |                  |                  |                  |  |  |                   |                   |                   |                   |                   |                   |
|             |             |             |             |             |             |  |  |                     |                     |                     |                     |                     |                     |  |  |            |            |            |            |            |            |  |  |               |               |               |               |                     |               |               |  |                  |                  |                  |                  |                  |                  |  |  |                   |                   |                   |                   |                   |                   |
|             |             |             |             |             |             |  |  |                     |                     |                     |                     |                     |                     |  |  |            |            |            |            |            |            |  |  |               |               |               |               |                     |               | IMAAWS (1981) |  |                  |                  |                  |                  |                  |                  |  |  |                   |                   |                   |                   |                   |                   |
|             |             |             |             |             |             |  |  |                     |                     |                     |                     |                     |                     |  |  |            |            |            |            |            |            |  |  |               |               |               |               |                     |               |               |  |                  |                  |                  |                  |                  |                  |  |  |                   |                   |                   |                   |                   |                   |
|             |             |             |             |             |             |  |  |                     |                     |                     |                     |                     |                     |  |  |            |            |            |            |            |            |  |  |               |               |               |               |                     |               |               |  | SMAW (1983)      |                  |                  |                  |                  |                  |  |  |                   |                   |                   |                   |                   |                   |
|             |             |             |             |             |             |  |  |                     |                     |                     |                     |                     |                     |  |  |            |            |            |            |            |            |  |  |               |               |               |               |                     |               |               |  |                  |                  |                  |                  |                  |                  |  |  |                   |                   |                   |                   |                   |                   |

Впоследствии, в сентябре 1963 года на базе имеющихся наработок был начат проект «модели 189» (Model 189), которая должна была быть более компактной для переноски вручную одним стрелком, инженер компании Джеймс Такер разработал усовершенствованную систему наведения, из которой затем вырос проект MAW. Обстоятельства разработки всех трёх вариантов ПТРК «Сайдкик» не рассекречивались компанией в прессе (и до настоящего времени остаются коммерческой тайной) и по всей вероятности были бы неизвестны, если бы не поданный «Макдоннелл Дуглас» (преемником «Макдоннелл») в конце 1970-х гг. судебный иск о якобы имевшем место нарушении патентных прав сотрудников компании при постановке на вооружение ПТРК «Дракон», когда Конгресс США распорядился об организации альтернативных закупок комплексов и ракет не у оригинального разработчика, а у конкурентов (коими являлись «Рэйтеон» и «Коллсман инструментз»). Но судебное разбирательство компания проиграла, а поскольку государственной тайной указанные сведения уже не являлись, они были перепубликованы в судебных вестниках и юридической периодике с необходимыми техническими подробностями (поскольку сторона-заявитель должна была обосновать свои исковые требования со ссылкой на конкретные технические данные).

## Устройство и принцип работы
В основе своей «Сайдкик-2» или «модель 146-Б» был весьма далёк от предыдущей модели и скорее аналогичен опытным прототипам TOW других изготовителей по своему устройству и принципу работы, с некоторыми отличиями от них. Несмотря на то, что новый ракетный комплекс был призван заменить собой лёгкую ствольную артиллерию, в «Макдоннел» всё ещё мыслили категориями уходящей эпохи и в отличие от всех остальных прототипов, пусковая труба «Сайдкика» имела 152-мм ствол с нарезами. Таким образом, ракете придавалось круговое вращательное движение ещё в пусковой трубе. Пусковая труба состояла из двух частей — собственно ствола, который являлся деталью многократного использования и одноразовым контейнером с ракетой и вышибным зарядом внутри, который пристыковывается к стволу перед стрельбой. В задней части ствола был расположен казённик с затвором (как на безоткатных орудиях), который отпирался и запирался перед выстрелом и после выстрела. Ракета покидала канал ствола под воздействием импульса, полученного в результате сгорания вышибного заряда, вслед за ней начинали разматываться провода командной линии управления. После вылета ракеты из пусковой трубы в стороны от корпуса выставлялось подпружиненное оперение до того прижатое к корпусу ракеты и после отлёта ракеты на безопасное расстояние от огневой позиции вступал в действие твердотопливный ракетный двигатель, разделённый на несколько секций с направлением реактивной струи не назад, а в стороны (side thruster). Корпуса ракеты и двигателя, а также оперение были изготовлены из катанного листового металла. Около пятисот метров ракета летела неуправляемой по баллистической траектории и на команды управления не реагировала, поэтому обстрел целей ближе указанного расстояния был нецелесообразен и проблематичен. Наведение ракеты на цель в полёте осуществлялось в прямоугольной системе координат при помощи прибора наведения, в котором отображался сектор обстреливаемого пространства. От оператора требовалось удерживать перекрестье прицела на цели в течение всего цикла стрельбы, вмонтированная в прибор наведения станция формирования и передачи команд фиксировала угловые координаты ракеты относительно нулевых координат (равных центру перекрестья прицела) и выдавала соответствующий корректировочный сигнал по проводам на автопилот ракеты. Автопилот обрабатывал входящий сигнал и преобразовывал его в электромеханический импульс на заслонки системы УВТ, в результате чего закрывалась заслонка нужного направления и ракета «прижималась» в полёте к линии визирования, «блуждая» по спирали в ту или иную сторону от перекрестья прицела, поэтому оператору необходимо было визуально определить момент встречи ракеты с целью и задать необходимое упреждение в нужном направлении во время очередного витка спирали. Амплитуда колебаний ракеты в полёте в сторону от линии визирования и ширина витков воображаемой спирали зависела от исходного значения параметра отклонения ракеты от цели на начальном участке траектории полёта, сопротивления воздуха, движения воздушных масс, силы, скорости, порывистости и направлении ветра, центровки и исправности прицельных приспособлений, качества ракетного топлива и соблюдения условий его хранения, исправности деталей системы УВТ, параметра рассогласования команд управления и работы деталей системы УВТ, уровня подготовки оператора, визуальной и биомеханической ошибок наведения, выражающихся в некорректной зрительной оценке пространственного положения цели с выбором наиболее оптимальной точки прицеливания на фронтальной проекции цели и слишком резком пальцевом усилии на манипуляторы, и ряда других факторов, — при идеальных условиях ракета должна была лететь строго по линии визирования, что на практике, разумеется, было невозможным.

## Варианты

### Model 146A
Первая модель она же «модель 146-А» реализовала принцип оптического наведения ракеты на цель с беспроводным управлением ракетой при помощи генератора радио- или другого излучения. Предусматривала наличие станка-треноги.

### Model 146B
Вторая модель она же «модель 146-Б» реализовала принцип оптического наведения ракеты на цель с управлением ракетой по проводам.

### Model 189
Третья модель или по заводской индексации «модель 189» реализовала практически те же самые принципы, что и вторая модель. Главным отличием между ними была, опять же, категория мобильности — третья модель должна была быть достаточно компактной для ношения вручную и более эргономичной для стрельбы из различных положений при любых условиях местности. Соответственно, вместо станка, она должна быть оснащена сошками. Послужила основой для создания MAW.